# Inuyasha (singolo)
Inuyasha è un singolo del cantautore italiano Mahmood, pubblicato il 3 febbraio 2021 come terzo estratto dal secondo album in studio Ghettolimpo.

## Descrizione
Il titolo del brano trae ispirazione dal personaggio immaginario di Inuyasha, protagonista dell'omonimo manga giapponese.

## Video musicale
Il video, diretto da Simone Rovellini, è stato reso disponibile il 5 febbraio 2021 attraverso il canale YouTube del cantautore. È stato filmato presso il Lago di Montespluga nei pressi di Madesimo.

## Tracce
Testi di Alessandro Mahmoud, musiche di Dario Faini.
1. Inuyasha – 3:55

## Formazione
Musicisti
- Mahmood – voce
- Vanni Casagrande – programmazione aggiuntiva
- Carmelo Patti – strumenti ad arco
- Valentina Sgarbossa – violoncello
- Francesco Fugazza – chitarra
- Marcello Grilli – chitarra

Produzione
- Dardust – produzione
- Francesco "Katoo" Catitti – registrazione
- Massimo Cortellini – montaggio parti vocali
- Andrea Suriani – missaggio
- Pino "Pinaxa" Pischetola – mastering

## Classifiche
| Classifica (2021) | Posizione massima |
| ----------------- | ----------------- |
| Italia            | 21                |